# Khamsa (film)
Pour les articles homonymes, voir Khamsa.
Pour plus de détails, voir Fiche technique et Distribution.
Khamsa est un film français de Karim Dridi sorti le 8 octobre 2008. Le film se déroule dans le camp gitan de Ruisseau Mirabeau, dans le nord de Marseille, et décrit les tribulations d'un jeune gitan de 11 ans (Marco Cortes), échappé de sa famille d'accueil, qui cherche à trouver une place parmi les siens et à échapper à son destin. 
Karim Dridi a tenu un blog sur la réalisation de ce film, de manière unique, sur le site d'informations Rue89, pendant toute la durée du tournage et du montage.

## Synopsis
Marco (Marco Cortes), 11 ans, s'échappe de la famille d'accueil dans laquelle il a été placé pour des raisons de sécurité. Il décide de revenir au camp de gitans de Mirabeau, son lieu de naissance et sa seule famille.
L'accueil qu'il y reçoit est cependant mitigé. Son ancienne belle-mère ne lui pardonnera jamais l'énorme bêtise qu'il a commise et qui a justifié son placement; elle lui voue une haine véritable et lui interdit de fréquenter ses propres enfants. Ses camarades le rejettent pour ses origines, car si le père de Marco est gitan, sa mère, morte quand il avait deux ans, était algérienne. L'unique souvenir qu'il en garde, une main de Khamsa sur un collier qu'il garde toujours autour du cou, est cible de la moquerie de ses camarades, qui dénoncent une « médaille de bicot ». Son père le délaisse au profit de sa nouvelle petite amie, quand il ne l'entraîne pas à participer à une soirée alcoolisée dans sa caravane. Sa grand-mère enfin, « mémé » comme les gitans l'appellent tous, est au seuil de la mort, et peut guère répondre à toute l'affection dont Marco fait preuve pour elle.
Dans ce milieu dur et pauvre, Marco cherche alors à se faire une place. Hébergé par son ami et cousin Tony le nain (Tony Fourmann), par ailleurs éleveur de coqs de combat, Marco fuit les inspecteurs de la DASS et se laisse entraîner, le jour, à commettre de menus larcins avec son ami Coyote, sous l'influence d'un jeune arabe, Rachitique. De vols de scooters en arrachés de sacs à main, Marco et Coyote sombrent dans la délinquance et découvrent l'apparente facilité du vol et des revenus qui en découlent.
L'aventure finit cependant par tourner mal le jour où ils cambriolent une villa de gens aisés. Il s'avère que, contrairement aux informations données à Rachitique, les propriétaires sont bel et bien présents chez eux. Quand Marco s'aventure dans la chambre à coucher et qu'il surprend le couple en pleins ébats, il donne le signal de la retraite; mais le propriétaire, très prompt, a le temps de retenir et d'immobiliser Coyote avant qu'il ne s'enfuie. Marco et Rachitique abandonnent le pauvre à son sort et fuient en scooter.
Alors les tragédies commencent à s'enchaîner. La « mémé » finit par mourir, au grand dam de Marco et de son père. Ce dernier, que dès lors plus rien ne retient à Mirabeau, part à Limoges avec son amie, et laisse Marco à lui-même. Devant la solitude de son fils, il confie les clés de sa caravane à Marco juste avant de partir, à la joie de ce dernier, qui trouve enfin un chez-lui où dormir.
Marco, invité chez Rachitique, assiste à l'arrestation de ce dernier en plein repas de famille. Lui-même ne doit son salut qu'à la chance. 
Seul rescapé des trois amis délinquants, Marco constate avec désespoir et révolte que leur revendeur les a trahis, et que le fruit de leur cambriolage désastreux est parti en fumée.
Il place alors tous ses espoirs dans le combat de coqs auquel participe Tony. L'argent de la victoire leur permettra de partir en Espagne et d'échapper au camp gitan. La victoire, dont Tony ne doutait pas un seul instant, n'est malheureusement pas au rendez-vous. Le rêve s'écroule.
Coyote, sorti de sa garde à vue prolongée, ne pardonne pas à Marco de l'avoir abandonné, surtout quand celui-ci refuse de continuer leurs larcins; et le jeune gitan se retrouve seul. Au désespoir, il cherche à tout prix à se faire pardonner et à montrer qu'il n'est pas un lâche. Il ira dès lors jusqu'à sauter dans l'eau à partir d'une grue de 15 mètres pour montrer son courage. Devant l'indifférence de façade que montre Coyote, il finit même par faire marche arrière, et le convainc de le laisser participer au prochain vol organisé, le « coup avec Zé ».
Ayant ainsi reconquis la confiance de son ami, Marco exprime à nouveau sa lassitude de la délinquance, tout en voulant prouver que son refus de continuer n'est pas de la lâcheté. Il le prouve d'ailleurs de manière convaincante en allant réclamer l'argent promis par les organisateurs du « coup avec Zé », alors même que Coyote, apeuré, lui conseille de ne pas insister. Il semble alors que Marco va peut-être réussir à vivre autrement, et réaliser le rêve qu'il exprime timidement à son ami Coyote, et ce malgré les réticences de ce dernier : « Moi c'que j'veux, c'est faire des pains au chocolat, des croissants... -Faire boulanger? - Ouais, c'est trop bien, ça... »
Mais le destin ne le laissera pas si facilement en paix. Rachitique, sorti à son tour de sa garde à vue, arrive avec un ami, avec la ferme intention de se venger de Coyote qui l'a dénoncé. Marco, qui discutait avec son ami, se retrouve pris dans la bagarre. En défendant Coyote et en empêchant Rachitique de l'étrangler, il déclenche la colère de ce dernier, qui bondit sur lui. Marco brandit alors son couteau, avec lequel il jouait quelques instants auparavant, pour se défendre. Rachitique vient s'empaler sur son couteau et s'effondre au sol, haletant et crachant du sang. Devant le spectacle tragique, son acolyte prend la fuite, et Coyote court chercher des secours.
Laissé seul avec Rachitique, Marco tente de le réconforter en tenant sa tête, mais le blessé, la respiration courte, perd connaissance. Alors Marco lâche sa tête, se relève, et prend la fuite.
La dernière scène du film le montre torse nu, courant à en perdre haleine, cherchant de toutes ses forces à échapper à son destin.

## Fiche technique
- Titre : Khamsa
- Réalisation, scénario et dialogues : Karim Dridi
- Format : Scope 16 mm
- Photographie : Antoine Monod
- Son : Michel Brethez, Jean Gargonne
- Coach enfants : Véronique Ruggia
- Montage : Lise Beaulieu
- Production : Karina Grandjean et Karim Dridi
- Date de sortie : 8 octobre 2008

- Film interdit aux moins de 12 ans

## Distribution
- Marco Cortes : Marco Sigala
- Raymond Adam : Coyote
- Félix Fourmann : Tony
- Mehdi Laribi : Rachitique
- Simon Abkarian : le père
- Magali Contreras : Rita
- Maëva Fertier : Lola
- Sarah-Laure Estragnat : Mélodia
- Ezaï Canley : Ezaï
- Saïd Kerkache : La Fouine
- Ismaël Gorgan : Isma
- Jonathan Gorgan : Zé

## Production

### Naissance du projet
Le projet du film « Khamsa » a pour origine la passion du réalisateur Karim Dridi pour le cinéma social, et en particulier pour les films représentant les minorités exclues, les pauvres, les milieux sociaux délaissés. Karim Dridi avoue que témoigner des injustices subies par ces déshérités est pour lui un « moteur artistique », et que sa caméra y exprime alors son positionnement et sa subjectivité.
Le scénario originel du film prenait place dans un milieu maghrébin, et avait pour but de dénoncer les Établissements pénitentiaires pour mineurs (EPM), dans lesquels devait se passer la moitié du film. Ce scénario est totalement repris quand Karim Dridi entame les recherches d'un milieu précis où situer l'action du film, qu'il veut trouver dans la région de Marseille. En se renseignant auprès de l'acteur Sofiane Mammeri de son film BYE-BYE, il fait la découverte du camp de gitans de Mirabeau. Frappé par la dureté des conditions de vie de ses résidents, choqué par leur exclusion sociale et la misère ambiante, Karim Dridi choisit de réécrire totalement son scénario pour filmer dans ce camp gitan.
Rapidement, il y fait la connaissance de quelques jeunes, dont Tony (le nain) et Mike (Coyote), à qui il confie des rôles importants dans le film. Karim Dridi écrit le scénario en s'inspirant de la vie d'un de ces jeunes gitans. Il rencontre cependant certaines difficultés pour attribuer le rôle principal du film, difficultés qui l'amènent à organiser une audition.

### Attribution du rôle principal
Quatre mois avant le tournage, le jeune gitan à qui Karim Dridi a prévu d'attribuer le rôle principal commet une « énorme bêtise », et le juge pour enfants lui interdit de participer au film. Il faut donc trouver rapidement un acteur de remplacement.
Trois garçons sont envisagés pour le rôle : Ismaël Gorgan, un jeune Rom de 13 ans venant d’Arles ; Esaï Canlay, 14 ans, fils d'un voyageur évangéliste de Marseille, et Marco Cortes, 11 ans, un gitan andalou de Port-de-Bouc. 
Devant les excellentes capacités de chacun de ces enfants, Karim Dridi ne trouve d'autre solution que d'organiser une audition pour les départager.
L'audition dure trois jours et a lieu au cinéma l'Alhambra, dans le quartier de l'Estaque à Marseille. Karim Dridi y fait venir Tony et son cousin Coyote, les deux jeunes gitans de Mirabeau qu'il a déjà recrutés sur ce film, pour pouvoir tester au mieux les capacités des concurrents en situation réelle. Aucun des enfants n'a d'expérience dans le cinéma, et la plupart d'entre eux ne savent pas lire. Le départage est difficile, mais le jeune Marco Cortes se démarque par ses capacités d'acteur et de chanteur de flamenco, et Karim Dridi lui décerne le premier rôle. Les deux autres garçons, du fait de leur très bonne prestation à l'audition, se voient également attribuer un rôle que Karim Dridi écrit spécialement pour eux.

### Préparation du film
Les répétitions pour le film commencent quatre mois avant le tournage. Les acteurs du film sont en effet tous débutants (à l'exception de Simon Abkarian), et les rôles principaux sont joués par des enfants. Karim Dridi met donc en place, avec l'aide de la coach d'enfants Véronique Ruggia, des ateliers où ils demandent aux jeunes de travailler à partir de séries d'improvisations et d'exercices divers. Ces ateliers, outre un apprentissage des acteurs, permettent au réalisateur de s'imprégner du langage de ces jeunes et d'en intégrer les tournures dans les dialogues du scénario.
Les ateliers sont très vite difficiles à organiser, face aux jeunes qui n'en comprennent pas l'utilité, et qui se montrent très dissipés. Ils démontrent cependant leur utilité au début du tournage, devant l'aisance et le talent des acteurs qu'ont permis ces ateliers.

### Tournage
Le tournage se déroule dans sa quasi-totalité au camp gitan de Ruisseau Mirabeau, situé entre une ferraille et un échangeur d'autoroutes marseillais. Ce camp existe véritablement depuis soixante ans, et le décor n'est pas modifié pour le tournage. Débuté en septembre 2007, le tournage s'achève le 19 novembre sur un quai de Marseille.

## Accueil du film
« Khamsa » a reçu un bon accueil de la presse, et notamment des journaux « Le Monde » et « Libération ». Une citation de ce dernier journal est d'ailleurs reprise en exergue sur l'affiche officielle du film : « Un scope solaire et éclatant... Un héros splendide se fabrique sous nos yeux. »
L'accueil du public est plus mitigé, avec 15 704 entrées la première semaine, et un total d'environ 36 000 spectateurs en France.